# Stanhope (trasporto)

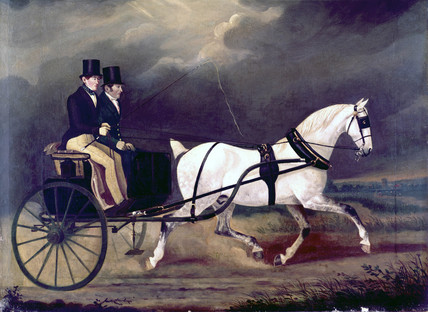
Calessino Stanhope in un dipinto del 1815-1830

La stanhope è stato un tipo di carrozza trainata generalmente da un cavallo. Era caratterizzata dai posti a sedere alti e dalla parte posteriore chiusa. Fu chiamata in questo modo in onore al capitano Henry Fitzroy Stanhope (ca. 1754 – 1828), che fondò a Tilbury una fabbrica di carrozze.